# Епархия Кассано-алль’Йонио
Епархия Кассано-алль'Йонио (лат. Dioecesis Cassanensis) — епархия Римско-католической церкви с центром в городе Кассано-алло-Йонио, Калабрия, Италия. Епархия Кассано-алль'Йонио входит в митрополию Козенца-Бизиньяно.

## История
Епархия Кассано-алль'Йонио учреждена в V веке.

## Ординарии епархии
...
- Бернардо Антонио де Медичи
  - Джованни Анджело Медичи (1 марта 1553 — 25 июня 1556, апостольский администратор)
  - Маркус Ситтикус Альтемпс (апостольский администратор)
- Джованни Баттиста Сербеллони

...
- епископ Francesco Antonio Grillo, O.F.M. Conv. (29.10.1804 — † 2.11.1804)
  - Sede Vacante (1804—1818)
- епископ Adeodato Gomez Cardosa (26.06.1818 — 19.12.1825), назначен епископом Изернии
  - Sede Vacante (1825—1829)
- епископ Michele Bombini (21.05.1829 — † 18.01.1871)
- епископ Alessandro Maria Basile, C.SS.R. (22.12.1871 — † 24.01.1883)
- епископ Raffaele Danise, M.I. (9.08.1883 — 24.03.1884), назначен епископом Кайаццо
- епископ Antonio Pistocchi (24.03.1884 — † 29.08.1888)
- епископ Evangelista di Milia, O.F.M. Cap. (11.02.1889 — 10.11.1898), назначен епископом Лечче
- епископ Antonio Maria Bonito (15.06.1899 — 11.12.1905), назначен архиепископом-коадъютором Амальфи
- епископ Пьетро Ла Фонтэн (6.12.1906 — 1.04.1910), назначен секретарём Конгрегации обрядов
- епископ Giuseppe Bartolomeo Rovetta (29.03.1911 — 16.12.1920)
- епископ Bruno Occhiuto (11.11.1921 — † 28.06.1937)
- епископ Raffaele Barbieri (30.08.1937 — † 31.01.1968)
- епископ Domenico Vacchiano (17.01.1970 — 30.03.1978), назначен прелатом Помпеи
- епископ Girolamo Grillo (7.04.1979 — 20.12.1983), назначен епископом Тарквинии и Чивитавеккьи
- епископ Giovanni Francesco Pala (22.02.1984 — † 21.05.1987)
- епископ Andrea Mugione (17.03.1988 — 21.11.1998), назначен архиепископом Кротоне-Санта-Северины
- епископ Domenico Graziani (21.08.1999 — 21.11.2006), назначен архиепископом Кротоне-Санта-Северины
- епископ Vincenzo Bertolone, S.d.P. (10.03.2007 — 25.03.2011), назначен архиепископом Катандзаро-Скуиллаче[англ.]
- епископ Nunzio Galantino (с 9.12.2011)